# Liga Catalana de Fútbol Americano 2019-20
La Liga Catalana de Fútbol Americano 2019-20 fue la trigésimo segunda temporada de la Liga Catalana de Fútbol Americano, la competición de fútbol americano de segundo nivel más importante de España. El mejor equipo puede optar a una ascenso a la LNFA 2021.

## Equipos participantes
| Equipo            | Localidad               |
| ----------------- | ----------------------- |
| Barberá Rookies   | Barberà del Vallés      |
| Ducs Football     | Salt                    |
| Barcelona Pagesos | Barcelona               |
| Terrassa Reds     | Tarrasa                 |
| Barcelona Uroloki | Barcelona               |
| Barcelona Bufals  | Barcelona               |
| Argentona Bocs    | Argentona               |
| Mollet Panthers   | Mollet del Vallès       |
| Riudoms Rebels    | Riudoms                 |
| Vilafranca Eagles | Villafranca del Panadés |
| Reus Imperials    | Reus                    |

## Clasificación
| Equipo | J | G | E | P | PF  | PC  | DP   |
| --- | - | - | - | - | --- | --- | ---- |
| Barberá Rookies | 8 | 8 | 0 | 0 | 229 | 53  | 176  |
| Argentona Bocs | 9 | 7 | 0 | 2 | 175 | 85  | 90   |
| Barcelona Pagesos | 8 | 6 | 0 | 2 | 181 | 93  | 88   |
| Barcelona Uroloki | 8 | 6 | 0 | 2 | 160 | 48  | 112  |
| Ducs Football | 8 | 4 | 2 | 2 | 70  | 36  | 34   |
| Terrassa Reds | 8 | 4 | 1 | 3 | 135 | 71  | 64   |
| Barcelona Bufals | 9 | 3 | 0 | 6 | 105 | 132 | -27  |
| Mollet Panthers | 8 | 3 | 0 | 5 | 129 | 175 | -46  |
| Riudoms Rebels | 8 | 1 | 1 | 6 | 25  | 129 | -104 |
| Reus Imperials | 8 | 1 | 0 | 7 | 20  | 199 | -179 |
| Vilafranca Eagles | 8 | 0 | 0 | 8 | 31  | 239 | -208 |
| Fuente: FCFA: Clasificación (enlace roto disponible en Internet Archive; véase el historial, la primera versión y la última).; actualización automática |   |   |   |   |     |     |      |